# Kuqa
Kuqa is een kleine oasestad in de autonome regio Xinjiang in China.

## Geschiedenis
De stad heeft een opmerkelijke geschiedenis. Kuqa was een onafhankelijke staat, tot het gebied in de 8e eeuw onder Chinese heerschappij kwam. Het koninkrijk had nauwe banden met India en bezat een eigen Indo-Europese taal, het Kuśiññe (Tochaars B). 
Het belang van Kuqa als boeddhistisch centrum dateert uit de 4e eeuw, de tijd van de boeddhistische geleerde Kumarajiva, die hier werd geboren. Het boeddhisme verspreidde zich vanuit Kuqa over China.
Met de komst van de islam in de 9e eeuw werden alle boeddhistische sporen echter vernietigd.
Op 9 augustus 2008 was Kuqa het toneel van een aanslag tegen politieagenten die aan elf personen het leven heeft gekost. Vijf personen geraakten gewond. De daders vuurden vanuit een taxi raketten af naar een commissariaat en een politiebureau. Daarbij kwamen tien daders en een veiligheidsbeambte om.

## Voetnoten
1. ↑  Elf doden bij aanslag in westen China, De Standaard, 9 augustus 2008